# Campeonato Brasileiro Série A 2012
Campeonato Brasileiro Série A 2012 är 2012 års säsong av den högsta nationella serien i Brasilien. Totalt deltar 20 lag i serien och alla lag möter varandra två gånger, en gång på hemmaplan och en gång på bortaplan, vilket innebär 38 omgångar. Serien spelas mellan den maj och december 2012. De fyra främsta lagen kvalificerar sig för Copa Libertadores 2013, dessutom får vinnaren av Copa Brasil 2012 en plats till Copa Libertadores. Corinthians var automatiskt kvalificerade för Copa Libertadores 2013 som regerande mästare. Denna säsong kvalificerade inte lag till Copa Sudamericana som tidigare säsonger har gjort, utan lagen kvalificerar sig från och med denna säsong genom Copa do Brasil.

## Tabell
| Nr | Lag                 | S  | V  | O  | F  | GM | IM | MS  | P  |
| -- | ------------------- | -- | -- | -- | -- | -- | -- | --- | -- |
| 1  | Fluminense          | 38 | 22 | 11 | 5  | 61 | 33 | +28 | 77 |
| 2  | Atlético Mineiro    | 38 | 20 | 12 | 6  | 64 | 37 | +27 | 72 |
| 3  | Grêmio              | 38 | 20 | 11 | 7  | 56 | 33 | +23 | 71 |
| 4  | São Paulo           | 38 | 20 | 6  | 12 | 59 | 37 | +22 | 66 |
| 5  | Vasco da Gama       | 38 | 16 | 10 | 12 | 45 | 44 | +1  | 58 |
| 6  | Corinthians         | 38 | 15 | 12 | 11 | 51 | 39 | +12 | 57 |
| 7  | Botafogo            | 38 | 15 | 10 | 13 | 60 | 50 | +10 | 55 |
| 8  | Santos              | 38 | 13 | 14 | 11 | 50 | 44 | +6  | 53 |
| 9  | Cruzeiro            | 38 | 15 | 7  | 16 | 47 | 51 | −4  | 52 |
| 10 | Internacional       | 38 | 13 | 13 | 12 | 44 | 40 | +4  | 52 |
| 11 | Flamengo            | 38 | 12 | 14 | 12 | 38 | 45 | −7  | 50 |
| 12 | Náutico             | 38 | 14 | 7  | 17 | 44 | 51 | −7  | 49 |
| 13 | Coritiba            | 38 | 14 | 6  | 18 | 53 | 60 | −7  | 48 |
| 14 | Ponte Preta         | 38 | 12 | 12 | 14 | 37 | 44 | −7  | 48 |
| 15 | Bahia               | 38 | 11 | 14 | 13 | 37 | 41 | −4  | 47 |
| 16 | Portuguesa          | 38 | 10 | 15 | 13 | 39 | 41 | −2  | 45 |
| 17 | Sport               | 38 | 10 | 11 | 17 | 39 | 56 | −17 | 41 |
| 18 | Palmeiras           | 38 | 9  | 7  | 22 | 39 | 54 | −15 | 34 |
| 19 | Atlético Goianiense | 38 | 7  | 9  | 22 | 37 | 67 | −30 | 30 |
| 20 | Figueirense         | 38 | 7  | 9  | 22 | 39 | 72 | −33 | 30 |

Färgkoder:
     – Kvalificerade för Copa Libertadores 2013.

     – Nedflyttade till Série B 2013 och kvalificerade för Copa Libertadores 2013 (som vinnare av Copa do Brasil 2012).

     – Nedflyttade till Série B 2013.